# Ariquemes
Ariquemes je město ležící v Brazílii, má 84 581 obyvatel a nachází se ve státě Rondônia.